# 엘리미 브라크마
《엘리미 브라크마》(튀르키예어: Elimi Bırakma)는 2018년 방영된 터키의 텔레비전 드라마이다. 지난 2009년 한국 드라마 《찬란한 유산》을 원작으로 한 작품이다.